# Mezquita de los Omeyas
La Mezquita de los Omeyas (en árabe: الجامع الأموي‎, romanizado: al-Jāmiʿ al-Umawī) o Gran Mezquita de Damasco es la mezquita más importante en Damasco, la capital de Siria, y una de las más antiguas y grandes del mundo. Fue construida por el califa omeya al-Walid I en el año 705 sobre la catedral bizantina dedicada a Juan el Bautista desde la época del emperador romano Constantino I.
Está considerada como el cuarto lugar más sagrado del Islam, tras Masŷid al-Ḥaram (La Meca), la Masŷid al-Nabawi (Medina) y la Masŷid al-Aqsa (Jerusalén). Su importancia religiosa proviene de los reportes escatológicos sobre la mezquita y acontecimientos históricos asociados con ella. Tanto la tradición cristiana como la musulmana lo consideran el lugar donde se encuentra enterrada la cabeza de Juan el Bautista, tradición que se remonta al siglo VI. Dos santuarios dentro del recinto conmemoran al nieto del profeta islámico Mahoma, Husáin ibn Ali, cuyo martirio se compara frecuentemente con el de Juan el Bautista y Jesús. Asimismo, alberga la tumba del sultán ayubí Saladino. En la Mezquita de los Omeyas se utilizó por primera vez tanto el mihrab como el nicho que marca la qibla. La disposición de tres naves cubiertas y paralelas al muro de la qibla y un gran patio porticado exterior, la hicieron un modelo a seguir en construcciones posteriores.
El lugar se ha utilizado como lugar de culto desde la Edad del Hierro, cuando los arameos construyeron en él un templo dedicado a su dios de la lluvia, Hadad. Bajo el dominio romano, a partir del año 64 d. C., se convirtió en el centro del culto imperial a Júpiter, el dios romano de la lluvia, convirtiéndose en uno de los templos más grandes de Siria. Cuando el imperio en Siria pasó al dominio cristiano bizantino, el emperador Teodosio I (r. 379-395) lo transformó en una catedral y la sede del segundo obispo de mayor rango del Patriarcado de Antioquía.
Después de la conquista musulmana de Damasco en 634, parte de la catedral fue designada como una pequeña casa de oración (musalla) para los conquistadores musulmanes. A medida que la comunidad musulmana crecía, el califa omeya al-Walid I (r. 705-715) confiscó el resto de la catedral para uso musulmán y devolvió a los cristianos otras propiedades de la ciudad como compensación. La estructura fue demolida en gran parte y en su lugar se construyó un gran complejo de mezquita congregacional. La nueva estructura fue construida durante nueve años por miles de obreros y artesanos de todos los lugares de los imperios islámico y bizantino con un gasto considerable y fue financiada con el botín de guerra de las conquistas omeyas e impuestos a las tropas árabes de Damasco. A diferencia de las mezquitas más simples de la época, la Mezquita de los Omeyas tenía un gran plano basilical con tres naves paralelas y una nave central perpendicular que conducía desde la entrada de la mezquita hasta el segundo mihrab (nicho de oración) cóncavo del mundo. La mezquita se destacaba por sus ricas composiciones de paneles de mármol y sus extensos mosaicos dorados de motivos vegetales, que cubren unos 4.000 metros cuadrados, probablemente los más grandes del mundo.
Nuevas estructuras se le agregaron durante el dominio abasí (750–860), entre ellas la Cúpula del Tesoro (Qubbat al-Khazna) y el Minarete de la Novia, mientras que los mamelucos (1260–1516) emprendieron importantes esfuerzos de restauración y agregaron el Minarete de Qaytbay. La Mezquita de los Omeyas innovó e influyó en la naciente arquitectura islámica, basándose otros complejos de mezquitas importantes, incluyendo los de la Gran Mezquita de Córdoba en España y de la Mezquita de al-Azhar en Egipto, en su modelo. Aunque la estructura original ha sido modificada varias veces debido a incendios, daños de guerra y reparaciones, es una de las pocas mezquitas que mantiene la misma forma y características arquitectónicas de su construcción del siglo VIII, así como su carácter omeya.

## Historia

### Etapa preislámica
Se ha constatado que este lugar fue considerado sagrado desde la Edad del Hierro. Damasco fue la capital del estado arameo Aram-Damasco y se dedicó un gran templo a Hadad, el dios de los truenos y la lluvia, donde actualmente se encuentra la Mezquita de los Omeya. Una piedra encontrada de esta época, datada del gobierno del rey Hazael, se encuentra en el Museo Nacional de Damasco.
El templo de Hadad continuó en un lugar prominente de la ciudad, y durante la conquista del Imperio romano de Damasco en el año 64, asimilaron a Hadad con su propio dios del trueno, Júpiter. Por lo tanto, los romanos encargaron reconfigurar y ampliar el templo al arquitecto Apolodoro, quien ejecutó un nuevo diseño.
Este nuevo templo llevó a Damasco a convertirse en el nuevo centro del culto imperial a Júpiter, siendo una respuesta al Segundo templo en Jerusalén. Al templo se le hicieron diversos añadidos gracias a las donaciones de los ricos de la ciudad. La puerta oriental del patio se amplió durante el gobierno de Septimio Severo (193-211). Durante el siglo IV se conoció por sus dimensiones y belleza y estaba separado de la ciudad por dos murallas: la primera incluyó un gran espacio con un mercado, mientras que la segunda rodeó el templo en sí. Fue el templo más grande de la Siria romana.
En el 391, el templo de Júpiter se convirtió en catedral debido al emperador Teodosio. La nueva catedral no fue dedicada a San Juan Bautista de inmediato, sino que se trata de una asociación que llegó a partir del siglo VI. La leyenda dice que la cabeza de San Juan está enterrada aquí. Fue la sede del obispado de Damasco, el segundo más importante del patriarcado de Antioquía.

### Mezquita omeya

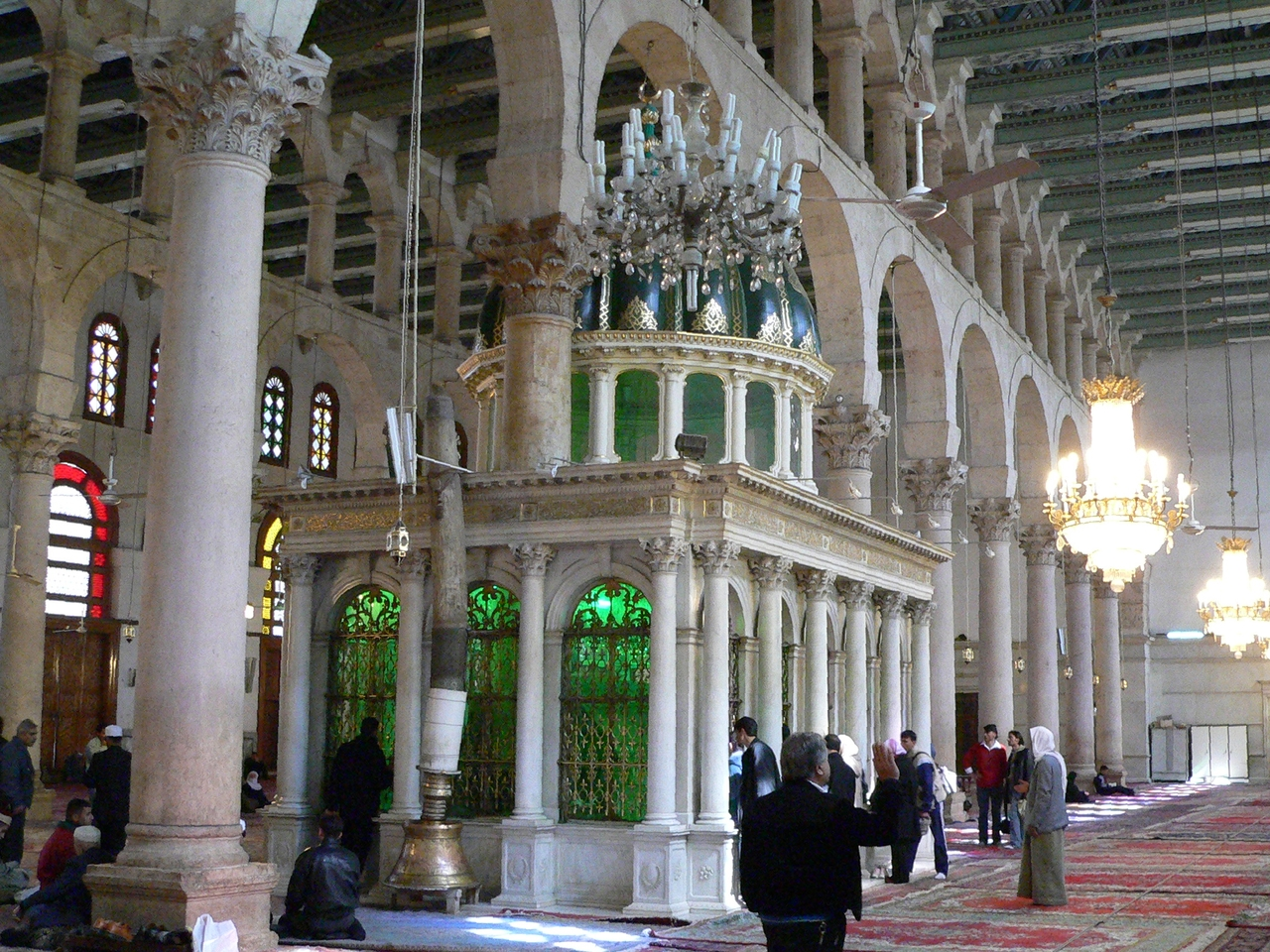
Sepulcro de Juan el Bautista.

Damasco fue conquistada por las fuerzas islámicas de Jálid ibn al-Walid en 634. En el año 661, el Califato ortodoxo cayó bajo el poder de los omeyas, quienes eligieron esta ciudad como sede administrativa del mundo musulmán. El sexto califa omeya, al-Walid I (705-11), comenzó la construcción de una mezquita donde se encontraba la catedral bizantina en 706. Antes de este hecho, los cristianos todavía la mantenían en uso, pero se había construido una sala de oración (musalla) para musulmanes en la zona suroriental del edificio. Al-Walid, quien supervisó personalmente el proyecto, destruyó la mayor parte de la catedral, incluyendo la musalla. La construcción de la mezquita cambió radicalmente el diseño del edificio: mientras que los templos anteriores albergaron el edificio principal en el centro del espacio rectangular, la mezquita se construyó mirando al sur, hacia La Meca. El arquitecto recicló las columnas y arcadas de la iglesia, desmantelando y reponiéndolas en la nueva estructura. Como compensación a este acto, al-Walid ordenó que el resto de iglesias confiscadas fueran devueltas a los cristianos. La mezquita se completó en 715, poco después de la muerte de al-Walid, por su sucesor Suleimán I.
Según el historiador persa del siglo X Ibn al-Faqih, se gastaron entre 600.000 y un millón de dinares en las obras. Las labores de construcción se encargaron a artesanos coptos, persas, indios, griegos y marroquíes quienes formaron una plantilla de 12.000 personas. Los artesanos bizantinos crearon los mosaicos, todavía visibles, que muestran paisajes y edificios característicos del periodo tardoantiguo. Ibn al-Faqih relató que, durante la construcción de la mezquita, los obreros encontraron una cueva-capilla en la que se encontraba la cabeza de San Juan Bautista. Al-Walid ordenó que fuera enterrada bajo un pilar de la mezquita que fue realizada en mármol.

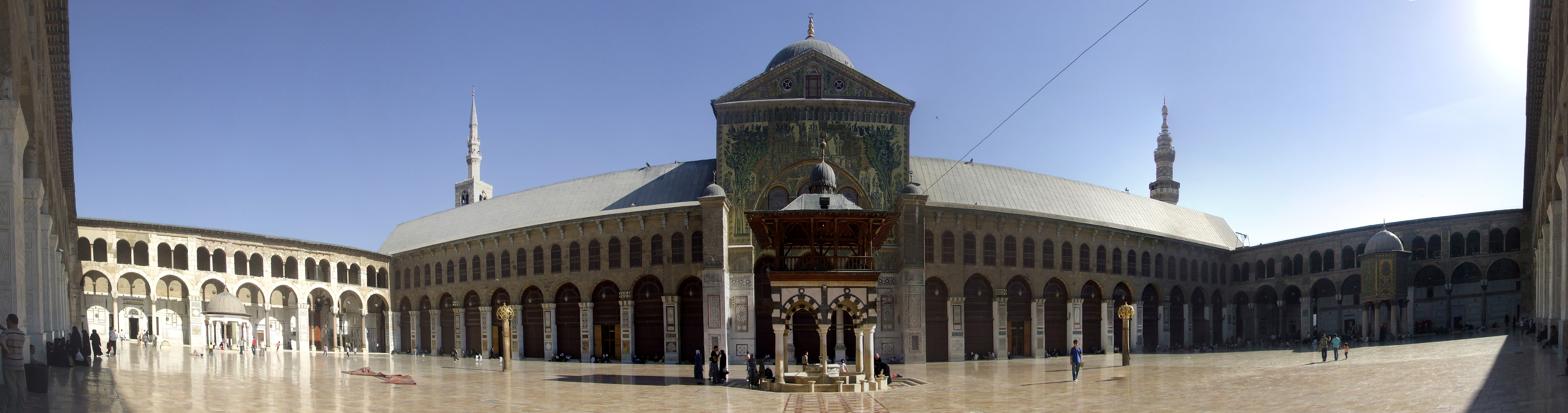
Patio de la Mezquita de los Omeyas.

### Califato abasí y fatimí

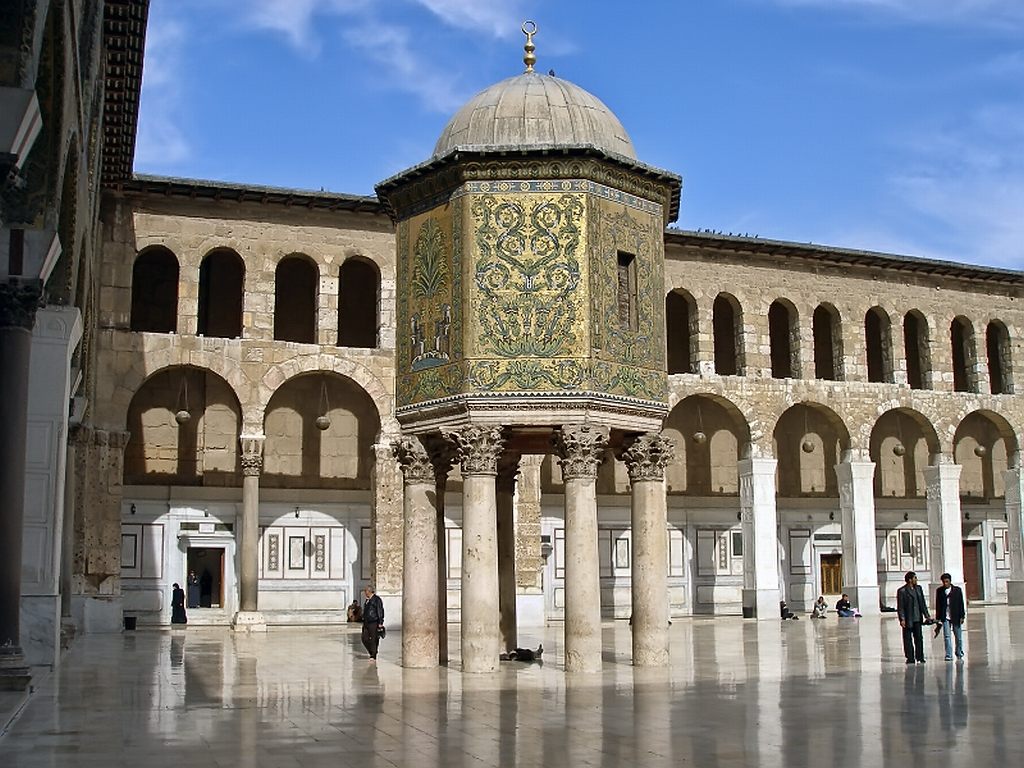
La Cúpula del Tesoro fue construida en 789.

Tras la caída de la dinastía omeya en 750, la dinastía abasí llegó al poder y trasladaron la capital a Bagdad. Los abasíes no tuvieron ningún interés en Damasco, por lo que la mezquita tuvo una actividad muy pausada entre los siglos VIII y X. Sin embargo, los abasíes sí que consideraban la mezquita como un símbolo del triunfo islámico, por lo que se eliminó la simbología omeya en la ciudad. El gobernador abasí de Damasco, al-Fadl ibn Salih ibn Ali, construyó la llamada Cúpula del Reloj en la parte oriental del edificio en el año 780. Nueve años más tarde, inició la construcción de la Cúpula del Tesoro con el objetivo de albergar los fondos de la mezquita. El geógrafo árabe del siglo IX al-Muqaddasi escribió que los abasíes construyeron el minarete norte (Madhanat al-'Arous; "minarete del Puente") en el año 831 durante el gobierno del califa al-Mamún, el mismo que retiró inscripciones omeyas en el templo.
A principios del siglo X se instaló un monumental reloj en la entrada de la parte occidental del muro sur. Este reloj parece haber sido desmantelado a mediados del siglo XII. El reinado abasí sobre Siria comenzó a derrumbarse a principios del siglo X, llegando a conquistar Damasco el Califato fatimí en 970, aunque únicamente se realizaron algunas mejorías leves. El prestigio de la Mezquita Omeya permitió que se convirtiera en un centro del intelectualismo suní, manteniendo cierta independencia de la autoridad religiosa fatimí, que se consideraba chií. En 1069, gran parte de la mezquita, especialmente el muro norte, fue víctima de un incendio obra de los locales contra los bereberes fatimíes que estaban instalados allí.

### Etapa selyúcida y ayubí

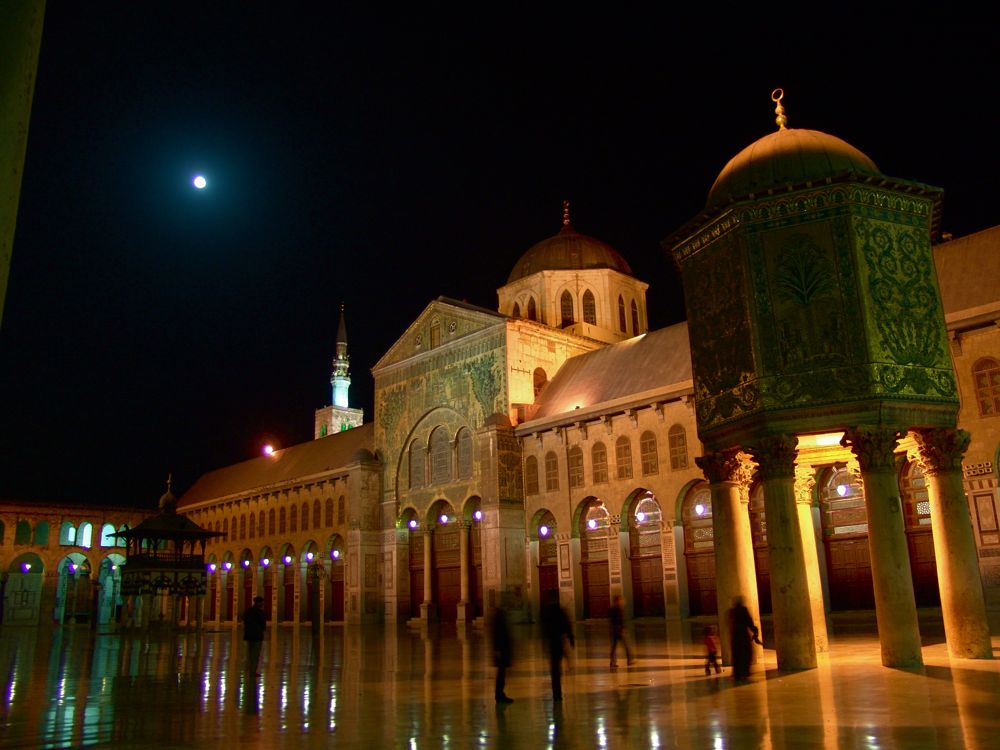
La mezquita de los Omeyas de noche.

El Imperio selyúcida tomó el control de la ciudad en 1078 y restauraron el control nominal de los abasíes. El rey selyúcida Tutush inició las reparaciones del incendio de 1069. Unos años más tarde, su visir, Abu Nasr Ahmad ibn Fadl, restauró la cúpula central con una forma más espectacular y los mosaicos omeyas originales se recuperaron, así como el pórtico norte (riwaq) fue reconstruido. El atabey de Damasco, Toghtekin, reparó el muro norte en 1110 y se dedicaron dos paneles a su persona. En 1113, el atabey de Mosul, Sharaf al-Din Mawdud, fue asesinado en la mezquita de los Omeyas. Mientras que el conflicto entre Damasco y los cruzados se intensificaba a mediados del siglo XII, la mezquita fue usada como efecto llamada de los musulmanes para defender la ciudad y que Jerusalén volviera a manos musulmanas. Célebres imanes como Ibn 'Asakir acudió y cuando los cruzados avanzaban hacia Damasco en 1148, los locales escucharon sus rezos; la armada cruzada se retiró como resultado de su resistencia.
Durante el reinado de Nur ad-Din Zangi, que comenzó en 1154, se construyó un segundo reloj monumental, el Reloj del Agua Jayrun. Se ubicó en la parte externa de la entrada oriental de la mezquita (puerta de Jayrun) por el arquitecto Muhammad al-Sa'ati y fue reconstruido por el mismo arquitecto tras un incendio en 1167 y más tarde por su hijo Ridwan, sobreviviendo hasta el siglo XIV. El geógrafo árabe al-Idrisi visitó la mezquita en 1154.
Damasco fue testigo del establecimiento de varias instituciones religiosas durante el gobierno de los ayubíes, pero la mezquita de los Omeyas continuó siendo el centro de la vida religiosa de la ciudad. El viajero musulmán Ibn Jubayr escribió que la mezquita contuvo varios estudios coránicos. En 1173, el muro norte fue de nuevo víctima de un incendio y fue reconstruida por el sultán Saladino, así como el minarete del Puente, que había sido destruido durante el incendio de 1069. Durante varias disputas entre los últimos príncipes ayubíes, el minarete oriental, conocido como minarete de Jesús, fue destruido por as-Salih Ayyub mientras asediaba a as-Salih Ismail en 1245. El minarete fue posteriormente reconstruido con poca decoración. Saladino, junto a muchos de sus sucesores, fue enterrado en la Mezquita de los Omeyas.

### Gobierno mameluco

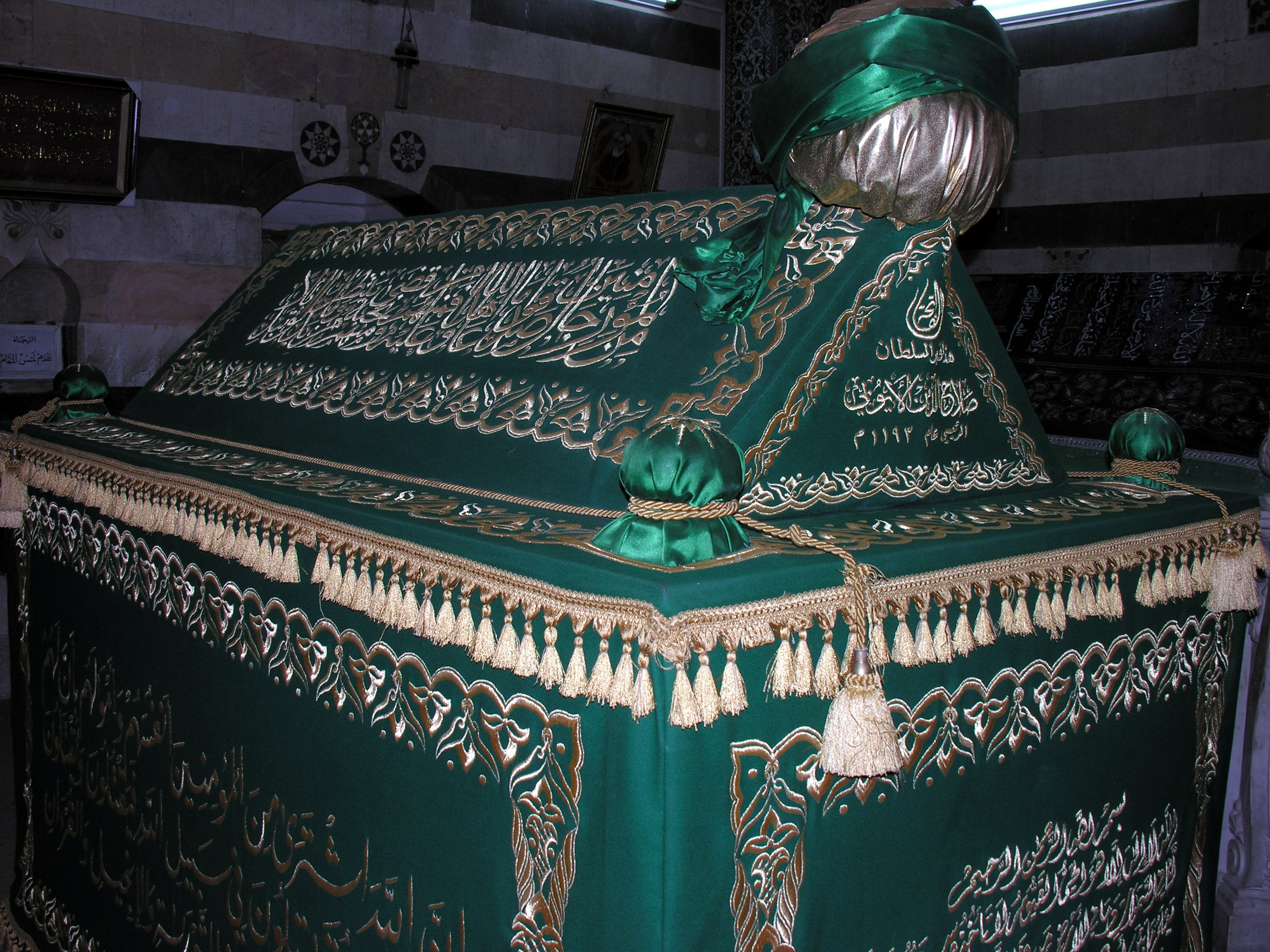
Tumba de Saladino en la mezquita.

Los mongoles, bajo el liderazgo de Kitbuqa, en alianza con las fuerzas cruzadas, capturaron Damasco a los ayubíes en 1260. Bohemundo VI de Antioquía, general de la invasión, mandó celebrar una misa católica en la mezquita. Sin embargo, los mamelucos, dirigidos por Qutuz y Baibars, le arretabaron el control de la ciudad ese mismo año. En 1270, Baibars, convertido en sultán, ordenó la restauración de la mezquita, especialmente su mármol, mosaicos y dorados. Según el biógrafo de Baibars, Ibn Shaddad, las restauraciones supusieron unn costo de 20.000 dinares. Entre los grandes mosaicos existió un segmento de 34,5 x 7,5 metros en el pórtico occidental llamado el "panel de Barada". Los mosaicos influyeron en gran medida la arquitectura mameluca de Siria y Egipto.
En 1285, Ibn Taymiyya comenzó a estudiar la exégesis del Corán en la mezquita. Cuando los mongoles invadieron la ciudad en 1300, Ibn Taymiyya convocó la yihad, instando a los ciudadanos a resistir la ocupación. Los mamelucos de Qalawun expulsaron a los mongoles ese mismo año, creando estos últimos catapultas dentro de la mezquita ya que los rodearon con fuego. No obstante, las catapultas fueron destruidas antes de que pudieran ser instaladas en el templo islámico.
El virrey mameluco de Siria, Tankiz, llevó a cabo restauraciones en la mezquita entre 1326-28. Restauró los mosaicos de la qibla y reemplazó todas las losas de mármol de la sala de oración. El sultán mameluco al-Nasir Muhammad también restauró la mezquita en 1328. Demolió y reconstruyó el muro de qibla y trasladó la puerta de al-Ziyadah hacia el este. Gran parte de esta restauración se perdió durante un incendio en 1339. Un experto en arte islámico, Finbarr B. Flood, describe la actitud de la dinastía bahrí como un "interés obsesivo" en mantener, reparar y restaurar la mezquita que no tuvo paralelo en ningún otro periodo islámico. El astrónomo árabe Ibn al-Shatir trabajó como jefe muwaqqit y almuédano de la mezquita desde 1332 hasta su muerte en 1376. Erigió un gran reloj de sol en el minarete norte en 1371, hoy perdido, aunque se instaló una réplica. El minarete de Jesús se perdió en un incendio en 1392.
Tamerlán saqueó Damasco en 1400, ordenando la quema de la ciudad el 17 de marzo y devastando la mezquita de los Omeya. El minarete oriental acabó en ruinas, y la cúpula central colapsó. Un minarete suroccidental se añadió a la mezquita en 1488 durante el gobierno del sultán mameluco Qaitbey.

### Periodo otomano

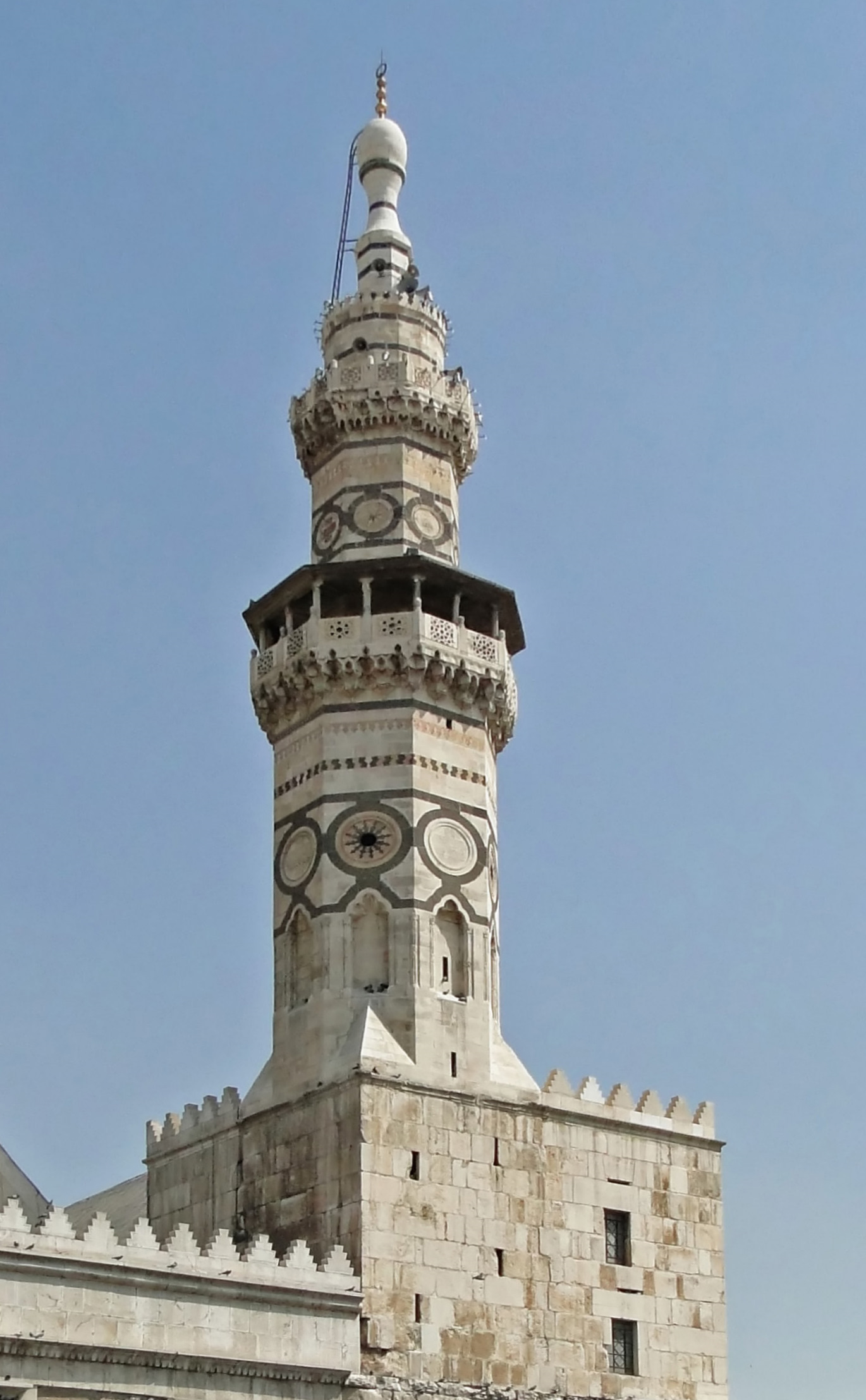
El minarete de Qaitbey fue construido en 1488 por este sultán mameluco.

Los otomanos bajo el gobierno de Selim I conquistó Damasco a los mamelucos en 1516. El primer viernes de la jutba el mismo sultán acudió al servicio religioso. Los otomanos usaron un sistema de dotación (habiz) a los lugares religiosos para unir a la población local con la autoridad central. El habiz de la mezquita de los Omeya era el más relevante con casi 600 empleados. Los cargos de supervisores eran dados a oficiales otomanos mientras que los puestos religiosos se daban a ulemas locales. En 1518, el gobernador de Damasco y supervisor del habiz de la mezquita, Janbirdi al-Ghazali, reparó y redecoró la mezquita como parte del programa de reconstrucción arquitectónica de la ciudad. El erudito sufí Abd al-Ghani al-Nabulsi enseñó regularmente en la mezquita desde 1661.
Los mosaicos y paneles marmóreos se perdieron una vez más en un incendio en 1893 y se restauraron. El fuego también destruyó telas de la sala de oración y causó el colapso de la cúpula central. El fuego comenzó cuando un trabajador se encontraba fumando su cachimba (pipa de agua). Los otomanos restauraron la mezquita al completo, aunque mantuvieron la estructura original. Hasta 1899 la mezquita albergó una colección muy antigua de la Qubbat al-Khazna, "la mayoría de la colección acabó en manos del emperador Guillermo II de Alemania y una pequeña parte acabó en los Archivos Nacionales de Damasco".
Ha sido el lugar de enterramiento de los primeros tres mártires de los Escuadrones de Aviación del Imperio Otomano: el teniente de navío Fethi Bey y los otros dos miembros, Sadik Bey y Nuri Bey. Estos oficiales se encontraban en una misión en la expedición Estambul-El Cairo de 1914.

### Actualidad
La mezquita de los Omeyas fue restaurada en 1929 durante el Mandato francés de Siria y más tarde instaurada la República Siria en 1954 y 1963.
En la década de 1980 y 1990, el presidente sirio Hafez al-Assad ordenó una gran renovación de la mezquita. Estos métodos restauradores fueron muy criticados por la Unesco. En 2001 el papa Juan Pablo II visitó la mezquita, especialmente para observar las reliquias de Juan el Bautista. Fue el primer papa en visitarla.
El 15 de marzo de 2011 las primeras protestas significativas durante la Guerra civil siria comenzaron en la mezquita cuando unos 50 fieles se unieron fuera del complejo y cantaron eslóganes democráticos. Las fuerzas de seguridad sirias acallaron las protestas y se acordonó el área durante la jutba de los viernes para prevenir grandes manifestaciones.

## Configuración

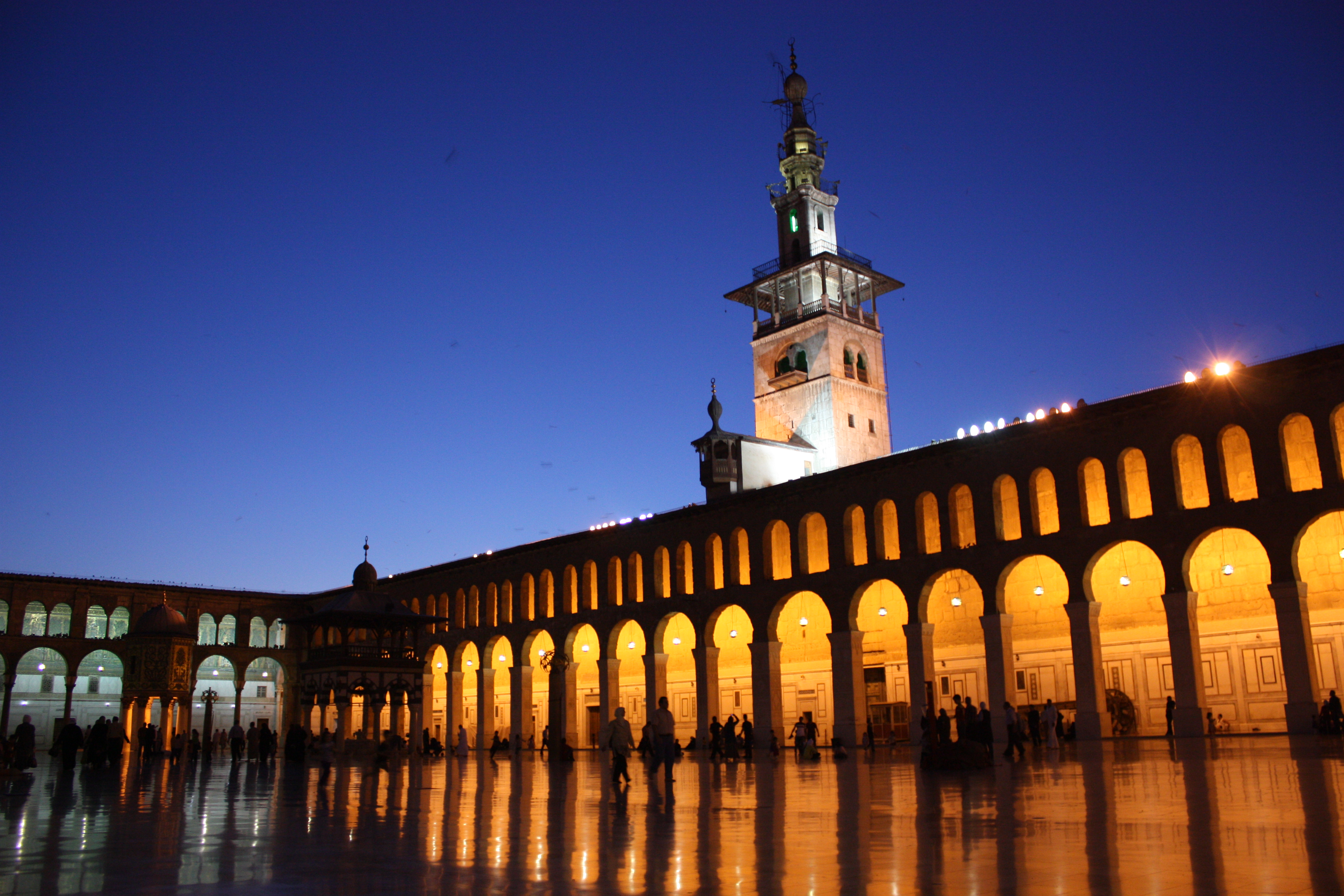
Patio de la mezquita por la noche.

Los muros externos provienen del antiguo templo de las épocas aramea y romana. Notablemente se pueden observar en los muros externos ornamentos e insignias griegas. Asimismo, se conservan en buen estado algunas columnas del templo, principalmente en la parte oeste, en la plaza enfrente de la mezquita.
La mezquita tiene unas dimensiones de 157 x 97 m. Por su forma de construcción recuerda a una basílica católica. Es uno de los ejemplos más sobresalientes de la arquitectura islámica antigua, utilizando la piedra como material de construcción. Tiene cuatro puertas, una cúpula y tres minaretes, estos últimos construidos posteriormente en un estilo diferente.
Su planta combina la disposición hipóstila, reaprovechando muchas columnas romanas, con una nave central que conduce al mihrab. Dispone una espaciosa sala de oraciones con imponentes arcadas, dos alas laterales y un gran patio interior de mármol con tres pequeños pabellones: el Tesoro, el Pabellón de los Relojes y el Pabellón de las Fuentes. En la amplia sala de oración (145 m de largo), con la cúpula al-Nissr de 45 m de altura, se encuentra el santuario de Juan el Bautista, venerado igualmente por cristianos y musulmanes y, según la leyenda, en el sepulcro de mármol reposa la cabeza de este profeta.
La mezquita está decorada con mosaicos coloridos, que fueron terminados por maestros bizantinos. Especialmente espléndidos son los mosaicos en las paredes que representan el Edén.
En una de las salas adyacentes se encuentra el sepulcro con la cabeza de Huséin, el nieto de Mahoma. Este mausoleo es un importante lugar de peregrinación de los chiitas.
Junto a la mezquita, en los muros del norte, rodeado por un bello jardín, está el Mausoleo de Saladino, sultán de Siria, Egipto y Palestina, fundador de la dinastía ayubí. En el sepulcro de mármol hay una inscripción en árabe que reza: “Aquí descansan los restos de Saladino, quien liberó a Jerusalén de los infieles”.
También fue edificada por el califa Walid I, diez años después, la Djami al-Kabir o Gran Mezquita de Alepo, que fue restaurada en 2005 y luce nuevamente en todo su esplendor. En el año 2013, durante la Guerra Civil de Siria, fue destruida y actualmente no se ha restaurado.

## Importancia religiosa

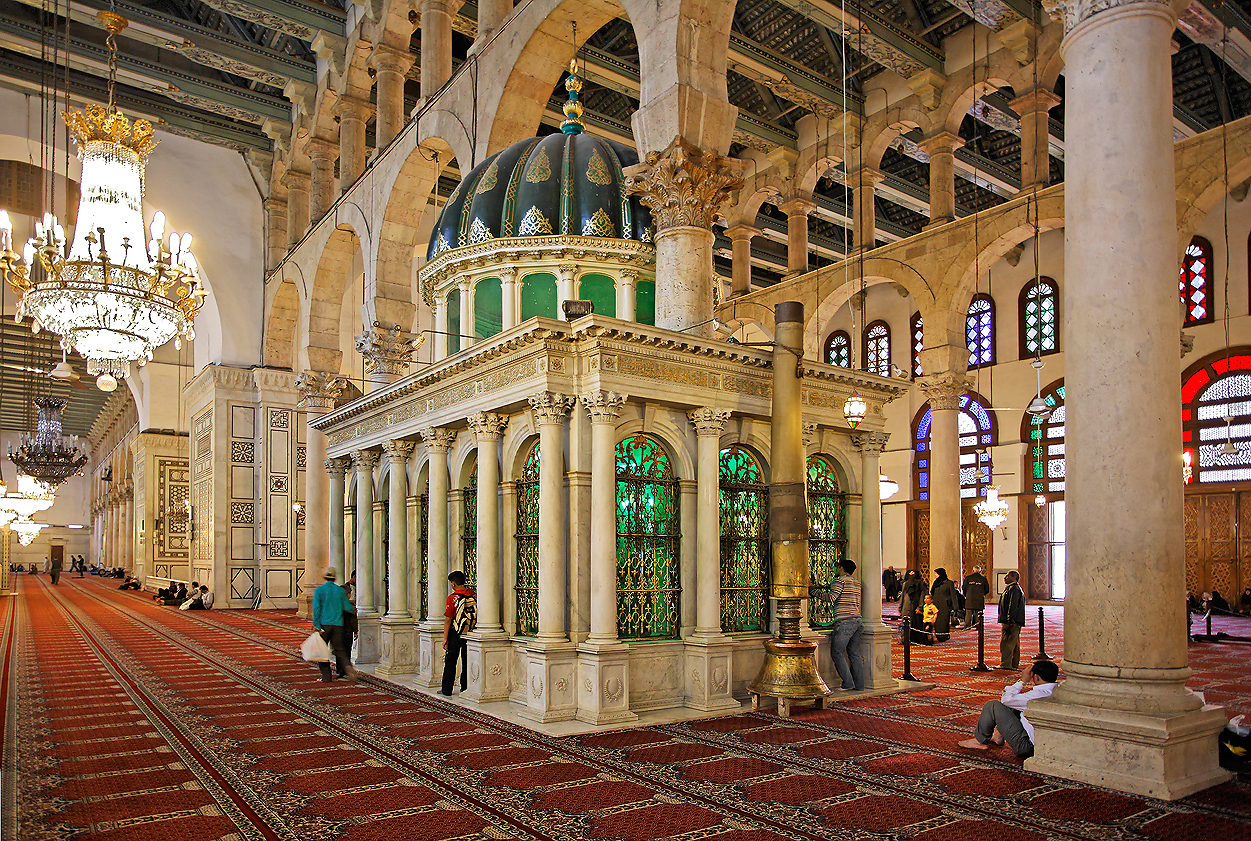
Santuario que supuestamente alberga la cabeza del Profeta Yahya (Juan el Bautista).

La mezquita es el cuarto lugar más sagrado del islam. Una tradición cristiana que data del siglo VI desarrolló una asociación entre la antigua estructura de la catedral y Juan el Bautista. La leyenda decía que allí estaba enterrada su cabeza. Ibn al-Faqih relata que durante la construcción de la mezquita, los trabajadores encontraron una cueva-capilla que contenía una caja que contenía la cabeza de Juan el Bautista, conocido como Yahya ibn Zakariya por los musulmanes. Al enterarse de esto y examinarlo, al-Walid I ordenó enterrar la cabeza debajo de un pilar específico en la mezquita que luego fue incrustado con mármol.
Tiene un gran significado para los musulmanes chiitas y suníes, ya que este era el destino de las mujeres y los niños de la familia de Mahoma, que tuvieron que caminar hasta allí desde Irak, tras la batalla de Kerbala. Además, fue el lugar donde estuvieron encarcelados durante 60 días. Dentro del edificio existen dos santuarios que conmemoran al nieto de Mahoma, Husáin ibn Ali, cuyo martirio también se compara en la tradición chií con el de Juan el Bautista.
Según un hadiz relatado por Muslim ibn al-Hajjaj, la Gran Mezquita de Damasco es el lugar donde Jesús descenderá del cielo en su Segunda Venida, apareciendo en un «alminar blanco». La mayoría de teólogos musulmanes interpretan este pasaje como simbólico más que literal. En un estudio de fuentes musulmanas, William Richard Oakes sugiere que algunos aspectos de este hadiz podrían datar del período omeya posterior, cuando se construyó la mezquita, más que de la época de Mahoma, cuando Damasco aún no había sido conquistada por los musulmanes.
Las siguientes son algunas de las estructuras dentro de la mezquita que tienen importancia religiosa:
Lado oeste:
- La puerta de entrada (conocida como Bāb as-Sā'at): la puerta marca el lugar donde los prisioneros de Kerbalā fueron obligados a permanecer durante 72 horas antes de ser llevados al interior. Durante este tiempo, Yazīd I hizo decorar la ciudad y su palacio para su llegada.[27]

Ala Sur (salón principal):
- Santuario de Juan Bautista
- Un púlpito blanco: marca el lugar donde Ali ibn Husayn Zayn al-Abidin se dirigió a la corte de Yazīd después de ser traído de Kerbalā.
- Piso elevado (frente al púlpito): marca el lugar donde todas las damas y niños (la casa de Mahoma) fueron obligados a permanecer de pie en presencia de Yazīd.
- Balcón de madera (justo enfrente del piso elevado): marca el lugar donde Yazīd se sentó en la corte.

Ala este:
- Una alfombra de oración y un mihrāb encerrados en un cubículo de vidrio: marca el lugar donde Ali ibn Husáyn Zayn al-Abidin solía orar mientras estaba encarcelado en el castillo después de la batalla de Kerbala.
- Una hendidura cúbica metálica en la pared: marca el lugar donde Yazīd guardó la cabeza de Husayn ibn Ali para exhibirla.
- Un Zarih (estructura en celosía): marca el lugar donde se guardaron dentro de la mezquita todas las demás cabezas de los que cayeron en Kerbalā.